# Chimdi Chekwa
Chimdi Chekwa (Marrero, 7 gennaio 1988) è un giocatore di football americano statunitense che gioca nel ruolo di cornerback per gli Oakland Raiders della National Football League (NFL). Fu scelto nel corso del quarto giro (113º assoluto) del draft NFL 2011. Al college giocò a football a Ohio State.

## Carriera professionistica

### Oakland Raiders
Chekwa fu scelto nel corso del quarto giro del draft 2011 dagli Oakland Raiders. Il 29 luglio firmò un contratto quadriennale per un totale di 2,485 milioni di dollari, inclusi 445.200 di bonus alla firma. Debuttò come professionista il 12 settembre contro i Denver Broncos. Durante la sconfitta giocata il 2 ottobre contro i New England Patriots subì un infortunio al hamstring. Il 17 novembre venne messo sulla lista infortunati concludendo la stagione regolare. Chiuse giocando 4 partite di cui una da titolare con 8 tackle totali.
Il 1º settembre 2012 venne svincolato dai Raiders. Il giorno successivo firmò con la squadra di pratica un contratto per due anni per un totale di 1,02 milioni di dollari. Il 10 dicembre venne promosso in prima squadra. Il 23 dello stesso mese contro i Carolina Panthers forzò il suo primo fumble in carriera su un ritorno di punt di Joe Adams. Chiuse giocando 3 partite con 4 tackle totali e un fumble forzato.
Nella settimana 5 del 2013 contro i San Diego Chargers recuperò un fumble importante sulle 22 yard avversarie, perso da Eddie Royal in un ritorno su punt. Chiuse giocando 15 partite di cui una da titolare con 23 tackle totali e un fumble recuperato.
Il 7 marzo 2014 firmò per un anno a 570.000$.

### New England Patriots
L'11 marzo 2015 Chekwa firmò un contratto annuale con i Patriots. Fu svincolato una settimana dopo.

### Ritorno ai Raiders
Il 19 marzo 2015, Chekwa firmò per fare ritorno ai Raiders.

## Statistiche
| Partite totali      | 32 |
| Partite da titolare | 2  |
| Tackle              | 51 |
| Sack                | 0  |
| Intercetti          | 0  |
| Fumble forzati      | 1  |
| Fumble recuperati   | 1  |
| Passaggi deviati    | 4  |

Statistiche aggiornate alla stagione 2014